# 23456789
23456789（二千三百四十五万六千七百八十九、にせんさんびゃくよんじゅうごまんろくせんななひゃくはちじゅうきゅう）は自然数、また整数において、23456788の次で23456790の前の数である。

## 性質
- 23456789は1475171番目の素数である。1つ前は 23456761、次は 23456819。
- 23456789は2から連続する整数の形で表せる3番目の素数である。1つ前は23、次は23456789101112131415161718192021222324252627。(オンライン整数列大辞典の数列 A089987)